# حاجي نورش كندي (قشلاق الجنوبي)
حاجي نورش کندي (بالفارسية: حاجی نورش کندی) هي مستوطنة تقع في إيران في قسم قشلاق الجنوبي الريفي (مقاطعة بيله سوار). يقدر عدد سكانها بـ 70 نسمة .